# Тласкала (государство)

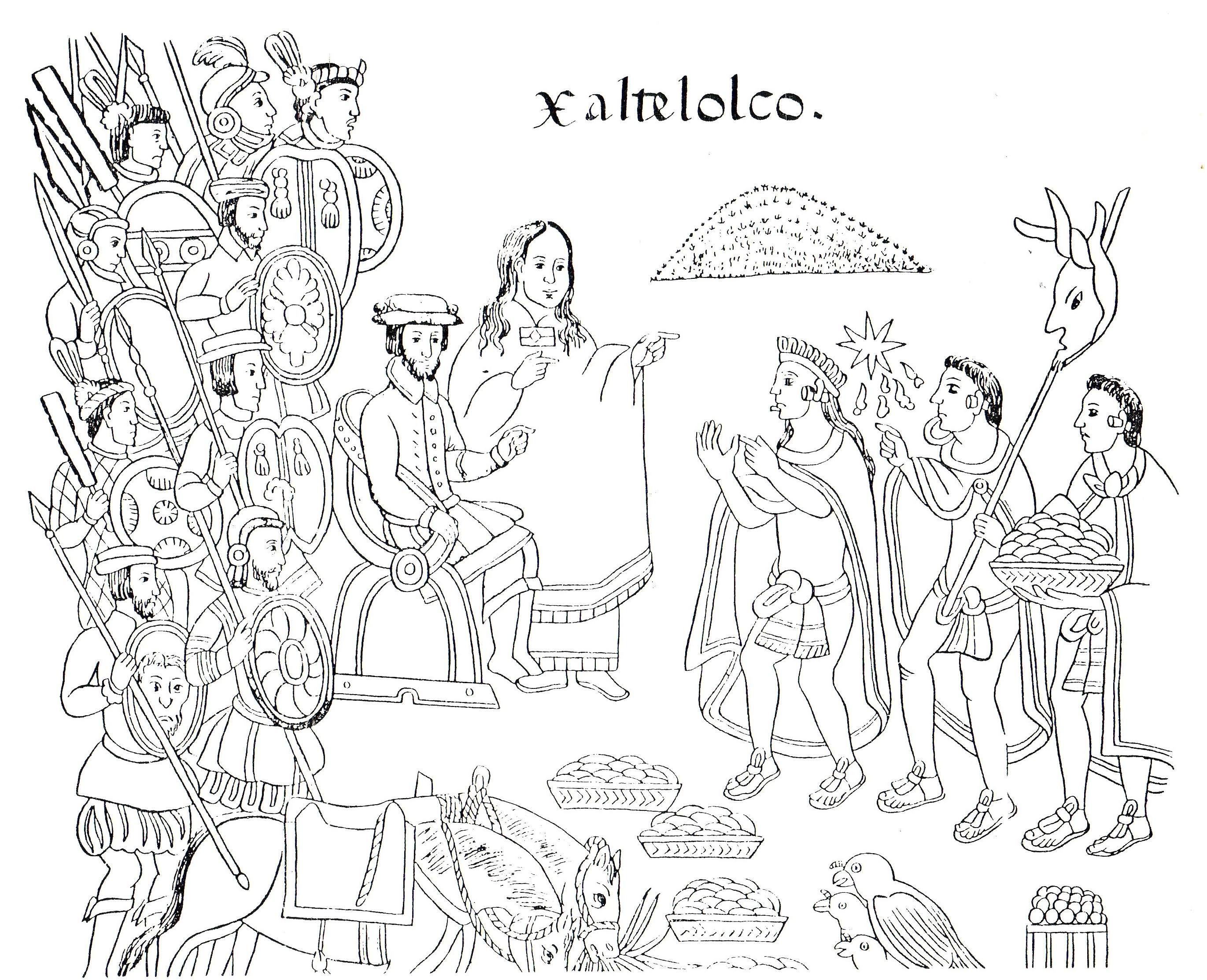
Кортес встречается с тлашкальтеками. Их разговор переводит индейская девушка Малинче (Марина).

Тласкала, или Тлашкала — город-государство в Мексике доколумбовой эпохи. Было основано в районе Чолулы. Население называлось тлашкальтеки.
Население Тлашкалы в 1519 году составляло около 150 000 человек в двухстах поселениях. К этому времени она находилась в окружении владений более сильной империи ацтеков. Между государствами происходили так называемые цветочные войны (захват пленников для жертвоприношений). С этим связано стремление правителей Тлашкалы поработить ацтеков с помощью испанцев.

## История
Тлашкальтеки прибыли в Мексику из Северной Мезоамерики в послеклассическую эру и первоначально проживали близ озера Тескоко. С разрешения местных правителей, они проживали в этой местности, но так и не смогли мирно ужиться с местными жителями и через некоторое время были изгнаны. После изгнания тлашкальтеки разделились на три группы, одна из которых осталась в этих же местах, другая продолжила кочевать по штату Идальго, оседая в разных городах, а третья прибыла в долину Тлашкала, где и основала город Тепетипак Тешкалан, самый северо-западный альтепетль тлашкальтеков. Первым вождём в этом городе стал Кулехатекутли Куанекс. В следующие годы Тлашкала расширилась и были основаны города Окотелулко, Тизатлан и Куияуицтлан . 
Древняя Тлашкала являлась республикой, которой управлял совет. В него могло входить до 200 человек, занимавших свои должности благодаря государственным или военным заслугам. Тлашкала не была завоёвана ацтеками, но находилась в состоянии войны. 
В 1519 году испанцы во главе с конкистадором Фернаном Кортесом высадились на материке. После нескольких боев с армией Тлашкалы испанцы получили разрешение на проход через территорию тлашкальтеков. Кортес убедил правителей Тлашкалы в том, что он собирается воевать только против ацтеков, которые были врагами Тлашкалы.
Тлашкальтеки, поняв, насколько мощным было вооружение испанцев, согласились выступить союзниками Кортеса. Этот альянс привел к гибели ацтекской империи. В свою очередь, Кортес узнал, что другие племена также готовы присоединиться к нему в войне против ацтеков.
Кортес и несколько тысяч воинов Тлашкалы двинулись по направлению к Теночтитлану. Правитель ацтеков Монтесума II встретил Кортеса богатыми подарками. До него дошли слухи о силе оружия испанцев. Монтесума также понял опасность союза испанцев и тлашкальтеков.
19 апреля 1519 года на материке высадился отряд испанцев, посланных арестовать Кортеса. Их отправил враг Кортеса — Диего Веласкес. Кортес оставил в Теночтитлане заместителя — Педро де Альварадо и выдвинулся навстречу отряду. Он победил в стычке высланных испанцев, уговорив оставшихся присоединиться к нему.
В его отсутствие в Теночтитлане началось восстание, спровоцированное Педро де Альварадо, который приказал убить 600 знатных ацтеков во время праздника. После осады дворца и смерти Монтесумы в ночь на 1 июля 1520 года испанцы и тлашкальтеки бежали из дворца, неся большие потери. Новый правитель Куитлауак начал преследование с 20 000-м войском. 7 июля произошла битва при Отумбе, в котором испанско-тлашкальтекский отряд разбил армию преследователей.
До Тлашкалы добралась лишь часть войска Кортеса. На встрече с правителями Тлашкалы были обсуждены условия их помощи Кортесу. Тлашкальтеки попросили освобождение от дани и небольшое участие в будущем разделе добычи. Кортес согласился на эти условия.
В 1521 году Кортес, собрав свежие силы, организовал новый поход на Теночтитлан. В нём принимало участие около 900 испанцев, 110 000 тлашкальтеков и 50 000 воинов из Тескоко. В составе армии была артиллерия и 13 бригантин. Теночтитлан пал после почти 3-месячной осады, в ходе которой погибло от 100 до 240 тысяч ацтеков.
Испания выполнила условия тлашкальтеков — вплоть до получения независимости Мексики Тлашкала была освобождена от выплаты налогов в испанскую казну.
Известно, что культовыми животными тлашкальтеков были цапли, в обилии обитавшие в мифическом Ацтлане — прародине народов Месоамерики.